# Okręgowe rozgrywki w piłce nożnej woj. białostockiego (1960)
26. Edycja okręgowych rozgrywek w piłce nożnej województwa białostockiego

Okręgowe rozgrywki w piłce nożnej województwa białostockiego prowadzone są przez Białostocki Okręgowy Związek Piłki Nożnej, rozgrywane są w czterech ligach, najwyższym poziomem jest klasa okręgowa, klasa A, klasa B (5 grup) oraz klasa C (10 grup). 

Rozgrywki w sezonie 1960 odbywały się wiosną i latem, następny sezon 1960/1961 rozgrywano systemem jesień-wiosna.
Mistrzostwo Okręgu zdobyła Gwardia Białystok. 

Okręgowy Puchar Polski - nie był rozgrywany.
Drużyny z województwa białostockiego występujące w centralnych i makroregionalnych poziomach rozgrywkowych:
- I Liga - brak
- II Liga - brak

| Rozgrywki | Poziomy rozgrywkowe w sezonie 1960 | Poziomy rozgrywkowe w sezonie 1960 | Poziomy rozgrywkowe w sezonie 1960 | Poziomy rozgrywkowe w sezonie 1960 | Poziomy rozgrywkowe w sezonie 1960 | Poziomy rozgrywkowe w sezonie 1960 | Poziomy rozgrywkowe w sezonie 1960 | Poziomy rozgrywkowe w sezonie 1960 | Poziomy rozgrywkowe w sezonie 1960 | Poziomy rozgrywkowe w sezonie 1960 | Poziomy rozgrywkowe w sezonie 1960 | Poziomy rozgrywkowe w sezonie 1960 | Poziomy rozgrywkowe w sezonie 1960 | Poziomy rozgrywkowe w sezonie 1960 | Poziomy rozgrywkowe w sezonie 1960 | Poziomy rozgrywkowe w sezonie 1960 | Poziomy rozgrywkowe w sezonie 1960 | Poziomy rozgrywkowe w sezonie 1960 | Poziomy rozgrywkowe w sezonie 1960 | Poziomy rozgrywkowe w sezonie 1960 | Poziomy rozgrywkowe w sezonie 1960 | Poziomy rozgrywkowe w sezonie 1960 | Poziomy rozgrywkowe w sezonie 1960 | Poziomy rozgrywkowe w sezonie 1960 | Poziomy rozgrywkowe w sezonie 1960 | Poziomy rozgrywkowe w sezonie 1960 | Poziomy rozgrywkowe w sezonie 1960 | Poziomy rozgrywkowe w sezonie 1960 | Poziomy rozgrywkowe w sezonie 1960 | Poziomy rozgrywkowe w sezonie 1960 | Poziomy rozgrywkowe w sezonie 1960 | Poziomy rozgrywkowe w sezonie 1960 | Poziomy rozgrywkowe w sezonie 1960 | Poziomy rozgrywkowe w sezonie 1960 | Poziomy rozgrywkowe w sezonie 1960 | Poziomy rozgrywkowe w sezonie 1960 | Poziomy rozgrywkowe w sezonie 1960 | Poziomy rozgrywkowe w sezonie 1960 | Poziomy rozgrywkowe w sezonie 1960 | Poziomy rozgrywkowe w sezonie 1960 | Poziomy rozgrywkowe w sezonie 1960 | Poziomy rozgrywkowe w sezonie 1960 | Poziomy rozgrywkowe w sezonie 1960 | Poziomy rozgrywkowe w sezonie 1960 | Poziomy rozgrywkowe w sezonie 1960 | Poziomy rozgrywkowe w sezonie 1960 | Poziomy rozgrywkowe w sezonie 1960 | Poziomy rozgrywkowe w sezonie 1960 | Poziomy rozgrywkowe w sezonie 1960 | Poziomy rozgrywkowe w sezonie 1960 | Poziomy rozgrywkowe w sezonie 1960 | Poziomy rozgrywkowe w sezonie 1960 | Poziomy rozgrywkowe w sezonie 1960 | Poziomy rozgrywkowe w sezonie 1960 | Poziomy rozgrywkowe w sezonie 1960 | Poziomy rozgrywkowe w sezonie 1960 | Poziomy rozgrywkowe w sezonie 1960 | Poziomy rozgrywkowe w sezonie 1960 | Poziomy rozgrywkowe w sezonie 1960 | Poziomy rozgrywkowe w sezonie 1960 | Poziomy rozgrywkowe w sezonie 1960 |
| --------- | ---------------------------------- | ---------------------------------- | ---------------------------------- | ---------------------------------- | ---------------------------------- | ---------------------------------- | ---------------------------------- | ---------------------------------- | ---------------------------------- | ---------------------------------- | ---------------------------------- | ---------------------------------- | ---------------------------------- | ---------------------------------- | ---------------------------------- | ---------------------------------- | ---------------------------------- | ---------------------------------- | ---------------------------------- | ---------------------------------- | ---------------------------------- | ---------------------------------- | ---------------------------------- | ---------------------------------- | ---------------------------------- | ---------------------------------- | ---------------------------------- | ---------------------------------- | ---------------------------------- | ---------------------------------- | ---------------------------------- | ---------------------------------- | ---------------------------------- | ---------------------------------- | ---------------------------------- | ---------------------------------- | ---------------------------------- | ---------------------------------- | ---------------------------------- | ---------------------------------- | ---------------------------------- | ---------------------------------- | ---------------------------------- | ---------------------------------- | ---------------------------------- | ---------------------------------- | ---------------------------------- | ---------------------------------- | ---------------------------------- | ---------------------------------- | ---------------------------------- | ---------------------------------- | ---------------------------------- | ---------------------------------- | ---------------------------------- | ---------------------------------- | ---------------------------------- | ---------------------------------- | ---------------------------------- | ---------------------------------- | ---------------------------------- |
| Centralne | I poziom ligowy                    | I Liga                             | I Liga                             | I Liga                             | I Liga                             | I Liga                             | I Liga                             | I Liga                             | I Liga                             | I Liga                             | I Liga                             | I Liga                             | I Liga                             | I Liga                             | I Liga                             | I Liga                             | I Liga                             | I Liga                             | I Liga                             | I Liga                             | I Liga                             | I Liga                             | I Liga                             | I Liga                             | I Liga                             | I Liga                             | I Liga                             | I Liga                             | I Liga                             | I Liga                             | I Liga                             | I Liga                             | I Liga                             | I Liga                             | I Liga                             | I Liga                             | I Liga                             | I Liga                             | I Liga                             | I Liga                             | I Liga                             | I Liga                             | I Liga                             | I Liga                             | I Liga                             | I Liga                             | I Liga                             | I Liga                             | I Liga                             | I Liga                             | I Liga                             | I Liga                             | I Liga                             | I Liga                             | I Liga                             | I Liga                             | I Liga                             | I Liga                             | I Liga                             | I Liga                             | I Liga                             |
| Centralne | II poziom ligowy                   | II Liga - gr.Płn.                  | II Liga - gr.Płn.                  | II Liga - gr.Płn.                  | II Liga - gr.Płn.                  | II Liga - gr.Płn.                  | II Liga - gr.Płn.                  | II Liga - gr.Płn.                  | II Liga - gr.Płn.                  | II Liga - gr.Płn.                  | II Liga - gr.Płn.                  | II Liga - gr.Płn.                  | II Liga - gr.Płn.                  | II Liga - gr.Płn.                  | II Liga - gr.Płn.                  | II Liga - gr.Płn.                  | II Liga - gr.Płn.                  | II Liga - gr.Płn.                  | II Liga - gr.Płn.                  | II Liga - gr.Płn.                  | II Liga - gr.Płn.                  | II Liga - gr.Płn.                  | II Liga - gr.Płn.                  | II Liga - gr.Płn.                  | II Liga - gr.Płn.                  | II Liga - gr.Płn.                  | II Liga - gr.Płn.                  | II Liga - gr.Płn.                  | II Liga - gr.Płn.                  | II Liga - gr.Płn.                  | II Liga - gr.Płn.                  | II Liga - gr.Płd.                  | II Liga - gr.Płd.                  | II Liga - gr.Płd.                  | II Liga - gr.Płd.                  | II Liga - gr.Płd.                  | II Liga - gr.Płd.                  | II Liga - gr.Płd.                  | II Liga - gr.Płd.                  | II Liga - gr.Płd.                  | II Liga - gr.Płd.                  | II Liga - gr.Płd.                  | II Liga - gr.Płd.                  | II Liga - gr.Płd.                  | II Liga - gr.Płd.                  | II Liga - gr.Płd.                  | II Liga - gr.Płd.                  | II Liga - gr.Płd.                  | II Liga - gr.Płd.                  | II Liga - gr.Płd.                  | II Liga - gr.Płd.                  | II Liga - gr.Płd.                  | II Liga - gr.Płd.                  | II Liga - gr.Płd.                  | II Liga - gr.Płd.                  | II Liga - gr.Płd.                  | II Liga - gr.Płd.                  | II Liga - gr.Płd.                  | II Liga - gr.Płd.                  | II Liga - gr.Płd.                  | II Liga - gr.Płd.                  |
| Okręgowe  | III poziom ligowy                  | Klasa Okręgowa                     | Klasa Okręgowa                     | Klasa Okręgowa                     | Klasa Okręgowa                     | Klasa Okręgowa                     | Klasa Okręgowa                     | Klasa Okręgowa                     | Klasa Okręgowa                     | Klasa Okręgowa                     | Klasa Okręgowa                     | Klasa Okręgowa                     | Klasa Okręgowa                     | Klasa Okręgowa                     | Klasa Okręgowa                     | Klasa Okręgowa                     | Klasa Okręgowa                     | Klasa Okręgowa                     | Klasa Okręgowa                     | Klasa Okręgowa                     | Klasa Okręgowa                     | Klasa Okręgowa                     | Klasa Okręgowa                     | Klasa Okręgowa                     | Klasa Okręgowa                     | Klasa Okręgowa                     | Klasa Okręgowa                     | Klasa Okręgowa                     | Klasa Okręgowa                     | Klasa Okręgowa                     | Klasa Okręgowa                     | Klasa Okręgowa                     | Klasa Okręgowa                     | Klasa Okręgowa                     | Klasa Okręgowa                     | Klasa Okręgowa                     | Klasa Okręgowa                     | Klasa Okręgowa                     | Klasa Okręgowa                     | Klasa Okręgowa                     | Klasa Okręgowa                     | Klasa Okręgowa                     | Klasa Okręgowa                     | Klasa Okręgowa                     | Klasa Okręgowa                     | Klasa Okręgowa                     | Klasa Okręgowa                     | Klasa Okręgowa                     | Klasa Okręgowa                     | Klasa Okręgowa                     | Klasa Okręgowa                     | Klasa Okręgowa                     | Klasa Okręgowa                     | Klasa Okręgowa                     | Klasa Okręgowa                     | Klasa Okręgowa                     | Klasa Okręgowa                     | Klasa Okręgowa                     | Klasa Okręgowa                     | Klasa Okręgowa                     | Klasa Okręgowa                     |
| Okręgowe  | IV poziom ligowy                   | Klasa A                            | Klasa A                            | Klasa A                            | Klasa A                            | Klasa A                            | Klasa A                            | Klasa A                            | Klasa A                            | Klasa A                            | Klasa A                            | Klasa A                            | Klasa A                            | Klasa A                            | Klasa A                            | Klasa A                            | Klasa A                            | Klasa A                            | Klasa A                            | Klasa A                            | Klasa A                            | Klasa A                            | Klasa A                            | Klasa A                            | Klasa A                            | Klasa A                            | Klasa A                            | Klasa A                            | Klasa A                            | Klasa A                            | Klasa A                            | Klasa A                            | Klasa A                            | Klasa A                            | Klasa A                            | Klasa A                            | Klasa A                            | Klasa A                            | Klasa A                            | Klasa A                            | Klasa A                            | Klasa A                            | Klasa A                            | Klasa A                            | Klasa A                            | Klasa A                            | Klasa A                            | Klasa A                            | Klasa A                            | Klasa A                            | Klasa A                            | Klasa A                            | Klasa A                            | Klasa A                            | Klasa A                            | Klasa A                            | Klasa A                            | Klasa A                            | Klasa A                            | Klasa A                            | Klasa A                            |
| Okręgowe  | V poziom ligowy                    | Klasa B - gr.I                     | Klasa B - gr.I                     | Klasa B - gr.I                     | Klasa B - gr.I                     | Klasa B - gr.I                     | Klasa B - gr.I                     | Klasa B - gr.I                     | Klasa B - gr.I                     | Klasa B - gr.I                     | Klasa B - gr.I                     | Klasa B - gr.I                     | Klasa B - gr.I                     | Klasa B - gr.II                    | Klasa B - gr.II                    | Klasa B - gr.II                    | Klasa B - gr.II                    | Klasa B - gr.II                    | Klasa B - gr.II                    | Klasa B - gr.II                    | Klasa B - gr.II                    | Klasa B - gr.II                    | Klasa B - gr.II                    | Klasa B - gr.II                    | Klasa B - gr.II                    | Klasa B - gr.III                   | Klasa B - gr.III                   | Klasa B - gr.III                   | Klasa B - gr.III                   | Klasa B - gr.III                   | Klasa B - gr.III                   | Klasa B - gr.III                   | Klasa B - gr.III                   | Klasa B - gr.III                   | Klasa B - gr.III                   | Klasa B - gr.III                   | Klasa B - gr.III                   | Klasa B - gr.IV                    | Klasa B - gr.IV                    | Klasa B - gr.IV                    | Klasa B - gr.IV                    | Klasa B - gr.IV                    | Klasa B - gr.IV                    | Klasa B - gr.IV                    | Klasa B - gr.IV                    | Klasa B - gr.IV                    | Klasa B - gr.IV                    | Klasa B - gr.IV                    | Klasa B - gr.IV                    | Klasa B - gr.V                     | Klasa B - gr.V                     | Klasa B - gr.V                     | Klasa B - gr.V                     | Klasa B - gr.V                     | Klasa B - gr.V                     | Klasa B - gr.V                     | Klasa B - gr.V                     | Klasa B - gr.V                     | Klasa B - gr.V                     | Klasa B - gr.V                     | Klasa B - gr.V                     |
| Okręgowe  | VI poziom ligowy                   | Klasa C - gr.I                     | Klasa C - gr.I                     | Klasa C - gr.I                     | Klasa C - gr.I                     | Klasa C - gr.I                     | Klasa C - gr.I                     | Klasa C - gr.I                     | Klasa C - gr.I                     | Klasa C - gr.I                     | Klasa C - gr.I                     | Klasa C - gr.I                     | Klasa C - gr.I                     | Klasa C - gr.II                    | Klasa C - gr.II                    | Klasa C - gr.II                    | Klasa C - gr.II                    | Klasa C - gr.II                    | Klasa C - gr.II                    | Klasa C - gr.II                    | Klasa C - gr.II                    | Klasa C - gr.II                    | Klasa C - gr.II                    | Klasa C - gr.II                    | Klasa C - gr.II                    | Klasa C - gr.III                   | Klasa C - gr.III                   | Klasa C - gr.III                   | Klasa C - gr.III                   | Klasa C - gr.III                   | Klasa C - gr.III                   | Klasa C - gr.III                   | Klasa C - gr.III                   | Klasa C - gr.III                   | Klasa C - gr.III                   | Klasa C - gr.III                   | Klasa C - gr.III                   | Klasa C - gr.IV                    | Klasa C - gr.IV                    | Klasa C - gr.IV                    | Klasa C - gr.IV                    | Klasa C - gr.IV                    | Klasa C - gr.IV                    | Klasa C - gr.IV                    | Klasa C - gr.IV                    | Klasa C - gr.IV                    | Klasa C - gr.IV                    | Klasa C - gr.IV                    | Klasa C - gr.IV                    | Klasa C - gr.V                     | Klasa C - gr.V                     | Klasa C - gr.V                     | Klasa C - gr.V                     | Klasa C - gr.V                     | Klasa C - gr.V                     | Klasa C - gr.V                     | Klasa C - gr.V                     | Klasa C - gr.V                     | Klasa C - gr.V                     | Klasa C - gr.V                     | Klasa C - gr.V                     |
| Okręgowe  | VI poziom ligowy                   | Klasa C - gr.VI                    | Klasa C - gr.VI                    | Klasa C - gr.VI                    | Klasa C - gr.VI                    | Klasa C - gr.VI                    | Klasa C - gr.VI                    | Klasa C - gr.VI                    | Klasa C - gr.VI                    | Klasa C - gr.VI                    | Klasa C - gr.VI                    | Klasa C - gr.VI                    | Klasa C - gr.VI                    | Klasa C - gr.VII                   | Klasa C - gr.VII                   | Klasa C - gr.VII                   | Klasa C - gr.VII                   | Klasa C - gr.VII                   | Klasa C - gr.VII                   | Klasa C - gr.VII                   | Klasa C - gr.VII                   | Klasa C - gr.VII                   | Klasa C - gr.VII                   | Klasa C - gr.VII                   | Klasa C - gr.VII                   | Klasa C - gr.VIII                  | Klasa C - gr.VIII                  | Klasa C - gr.VIII                  | Klasa C - gr.VIII                  | Klasa C - gr.VIII                  | Klasa C - gr.VIII                  | Klasa C - gr.VIII                  | Klasa C - gr.VIII                  | Klasa C - gr.VIII                  | Klasa C - gr.VIII                  | Klasa C - gr.VIII                  | Klasa C - gr.VIII                  | Klasa C - gr.IX                    | Klasa C - gr.IX                    | Klasa C - gr.IX                    | Klasa C - gr.IX                    | Klasa C - gr.IX                    | Klasa C - gr.IX                    | Klasa C - gr.IX                    | Klasa C - gr.IX                    | Klasa C - gr.IX                    | Klasa C - gr.IX                    | Klasa C - gr.IX                    | Klasa C - gr.IX                    | Klasa C - gr.X                     | Klasa C - gr.X                     | Klasa C - gr.X                     | Klasa C - gr.X                     | Klasa C - gr.X                     | Klasa C - gr.X                     | Klasa C - gr.X                     | Klasa C - gr.X                     | Klasa C - gr.X                     | Klasa C - gr.X                     | Klasa C - gr.X                     | Klasa C - gr.X                     |

## Klasa Okręgowa - III poziom rozgrywkowy
| Poz. | Drużyna                   | M  | Z  | R | P | Bramki | Punkty |
| ---- | ------------------------- | -- | -- | - | - | ------ | ------ |
| 1    | Gwardia Białystok         | 14 | 10 | 3 | 1 | 35-11  | 23     |
| 2    | Mazur Ełk                 | 14 | 9  | 4 | 1 | 50-18  | 22     |
| 3    | ZKS Zambrów (b)           | 14 | 7  | 2 | 5 | 32-25  | 16     |
| 4    | Tur Bielsk Podlaski       | 14 | 5  | 2 | 7 | 26-31  | 12     |
| 5    | Jagiellonia Białystok (b) | 14 | 4  | 2 | 8 | 32-44  | 10     |
| 6    | Puszcza Hajnówka          | 14 | 4  | 2 | 8 | 27-42  | 10     |
| 7    | Ognisko Białystok         | 14 | 4  | 2 | 8 | 22-43  | 10     |
| 8    | ŁKS Start Łomża (b)       | 14 | 4  | 1 | 9 | 25-35  | 9      |

Eliminacje do II Ligi
| Poz. | Drużyna           | M | Z | R | P | Bramki | Punkty |
| ---- | ----------------- | - | - | - | - | ------ | ------ |
| 1    | Unia Lublin       | 4 | 3 | 1 | 0 | 11-3   | 7      |
| 2    | Lotnik Warszawa   | 4 | 2 | 1 | 1 | 8-4    | 5      |
| 3    | Gwardia Białystok | 4 | 0 | 0 | 4 | 2-14   | 0      |

## Klasa A - IV poziom rozgrywkowy
| Poz. | Drużyna                 | M  | Z | R | P | Bramki | Punkty |
| ---- | ----------------------- | -- | - | - | - | ------ | ------ |
| 1    | Wigry Suwałki (s)       | 14 |   |   |   | 38-15  | 22     |
| 2    | Pogoń Łapy (s)          | 14 |   |   |   | 41-17  | 19     |
| 3    | Warmia Grajewo          | 14 |   |   |   | 40-22  | 16     |
| 4    | Polonia Białystok (b)   | 14 |   |   |   | 35-37  | 13     |
| 5    | Mazur II Ełk (b)        | 14 |   |   |   | 23-31  | 13     |
| 6    | Sokół Sokółka (s)       | 14 |   |   |   | 37-38  | 11     |
| 7    | Gwardia II Białystok    | 14 |   |   |   | 17-44  | 11     |
| 8    | Puszcza II Hajnówka (b) | 14 |   |   |   | 20-19  | 7      |

## Klasa B - V poziom rozgrywkowy
Grupa I
| Poz. | Drużyna                 | M  | Z | R | P | Bramki | Punkty |
| ---- | ----------------------- | -- | - | - | - | ------ | ------ |
| 1    | Skra Czarna Wieś        | 10 | 8 | 1 | 1 | 65-11  | 17     |
| 2    | Supraślanka Supraśl (s) | 10 | 8 | 1 | 1 | 42-23  | 17     |
| 3    | Ognisko II Białystok    | 10 | 5 | 1 | 4 | 18-28  | 11     |
| 4    | LZS Suchowola (b)       | 10 | 3 | 3 | 4 | 19-30  | 9      |
| 5    | Gryf Choroszcz          | 10 | 2 | 1 | 7 | 28-45  | 5      |
| 6    | LZS Barszczewo (b)      | 10 | 0 | 1 | 9 | 9-44   | 1      |

- Przy równej ilości punktów o awansie do klasy A zdecydował dodatkowy mecz. Na neutralnym terenie Skra pokonała Supraślankę 8:4.

Grupa II
| Poz. | Drużyna                | M  | Z | R | P | Bramki | Punkty |
| ---- | ---------------------- | -- | - | - | - | ------ | ------ |
| 1    | Husar Nurzec           | 12 |   |   |   | 57-10  | 24     |
| 2    | KS (WKS) Hajnówka      | 12 |   |   |   | 47-32  | 17     |
| 3    | Żubr Białowieża        | 12 |   |   |   | 31-22  | 14     |
| 4    | Cresovia Siemiatycze   | 12 |   |   |   | 22-28  | 11     |
| 5    | Tur II Bielsk Podlaski | 12 |   |   |   | 33-36  | 10     |
| 6    | Żubr Drohiczyn         | 12 |   |   |   | 17-40  | 4      |
| 7    | Błyskawica Studziwody  | 12 |   |   |   | 10-47  | 4      |

- Zmiana nazwy LZS na Błyskawica Studziwody.
- Po sezonie KS (WKS) Hajnówka wycofał się z rozgrywek.

Grupa III
| Poz. | Drużyna              | M | Z | R | P | Bramki | Punkty |
| ---- | -------------------- | - | - | - | - | ------ | ------ |
| 1    | Wigry II Suwałki (b) | 6 |   |   |   | 25-11  | 10     |
| 2    | Cresovia Gołdap      | 6 |   |   |   | 18-3   | 6      |
| 3    | LZS Sejny            | 6 |   |   |   | 13-15  | 6      |
| 4    | Czarni Olecko (b)    | 6 |   |   |   | 8-23   | 4      |

Grupa IV
| Poz. | Drużyna          | M | Z | R | P | Bramki | Punkty |
| ---- | ---------------- | - | - | - | - | ------ | ------ |
| 1    | Pomorzan Prostki | 8 |   |   |   | 32-17  | 12     |
| 2    | Wissa Szczuczyn  | 8 |   |   |   | 26-15  | 11     |
| 3    | Orzeł Kolno      | 8 |   |   |   | 20-27  | 7      |
| 4    | LZS Piątnica (b) | 8 |   |   |   | 15-24  | 5      |
| 5    | Znicz Szyba      | 8 |   |   |   | 14-24  | 5      |

Grupa V
| Poz. | Drużyna                  | M  | Z | R | P | Bramki | Punkty |
| ---- | ------------------------ | -- | - | - | - | ------ | ------ |
| 1    | Włókniarz Białystok (s)  | 10 |   |   |   | 49-14  | 17     |
| 2    | Pogoń II Łapy (s)        | 10 |   |   |   | 30-23  | 13     |
| 3    | Ruch Wysokie Mazowieckie | 10 |   |   |   | 26-24  | 12     |
| 4    | Cresovia Białystok       | 10 |   |   |   | 19-26  | 7      |
| 5    | LZS Uhowo (b)            | 10 |   |   |   | 15-32  | 6      |
| 6    | LZS Turośń Kościelna     | 10 |   |   |   | 9-26   | 5      |

## Klasa C - VI poziom rozgrywkowy
10 grup - brak większości tabel i wyników.

Grupa I
| Poz. | Drużyna                  | M | Z | R | P | Bramki | Punkty |
| ---- | ------------------------ | - | - | - | - | ------ | ------ |
| 1    | Jagiellonia II Białystok | 4 | 3 | 0 | 1 | 17-5   | 6      |
| 2    | Cresovia II Białystok    | 4 | 1 | 0 | 3 | 5-11   | 2      |
| 3    | Supraślanka II Supraśl   | 4 | 1 | 0 | 3 | 3-     | 2      |

## Puchar Polski - rozgrywki okręgowe
Rozgrywki nie były przeprowadzone.